# James Gourlay (1860–1939)
James McCrorie Gourlay (ur. 1 listopada 1860 w Kilmaurs, zm. 10 marca 1939 w Annbank) – szkocki piłkarz występujący na pozycji pomocnika.
W sezonie 1887/1888 dotarł z Cambuslang do finału Pucharu Szkocji, przegranego przez jego zespół 1:6 z Renton.
W reprezentacji Szkocji wystąpił jeden raz, 10 marca 1888 w wygranym 5:1 meczu British Home Championship z Walią.